# 2004 PW117
2004 PW117 est un objet transneptunien faisant partie des cubewanos, d'environ 150 km de diamètre.